# Anna d'Este
Anna d'Este (Ferrara, Ducat de Ferrara 1531 - País, Regne de França 1607) fou una membre de la Casa d'Este que tingué una gran influència a la cort francesa i que fou una de les principals figures en les Guerres de religió de França. Pel seu primer matrimoni es convertí en duquessa consort d'Aumâle i Guisa, esdevenint pel seu segon matrimoni duquessa consort de Nemours i del Genevois.

## Orígens familiars
Va néixer el 16 de novembre de 1531 a la ciutat de Ferrara, capital del ducat del mateix nom, sent la filla gran del duc Hèrcules II d'Este i Renata de França. Era neta per línia paterna d'Alfons I d'Este i Lucrècia Borja, i per línia materna del rei Lluís XII de França i Anna de Bretanya.
Així mateix fou germana gran del duc Alfons II d'Este i de Lucrècia Maria d'Este, casada amb Francesc Maria II della Rovere.

## Núpcies i descendents

### Matrimoni amb Francesc de Guisa

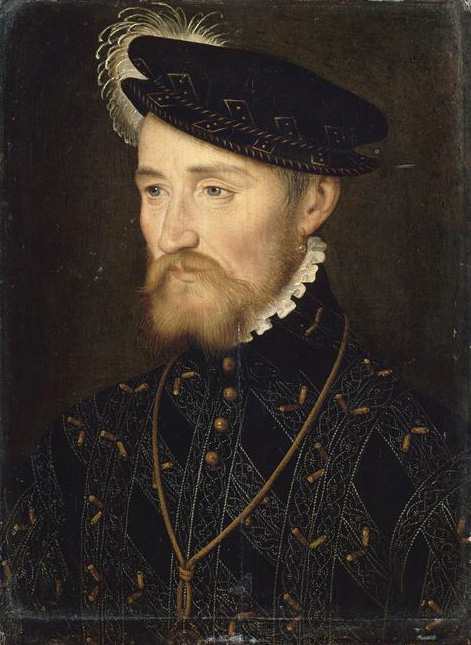
Imatge de Francesc de Guisa.

El 1548, després de llargues i difícils negociacions, el seu matrimoni es va organitzar amb el príncep francès Francesc de Guisa. El contracte es va signar a Ferrara el 28 de setembre d'aquell any i el matrimoni es va celebrar a Saint-Germain-en-Laye, prop de París, el 16 de desembre. D'aquesta unió nasqueren:
- Enric I de Guisa (1549-1588), duc de Guisa
- Caterina Maria de Guisa (1551-1596), casada el 1570 amb Lluís de Borbó, duc de Montpensier
- Carles de Guisa (1554-1611), duc de Mayenne
- Lluís de Guisa (1555-1588), arquebisbe i cardenal
- Antoni de Guisa (1557-1560)
- Francesc de Guisa (1559-1573)
- Maximilià de Guisa (1562-1567/68)

Pel seu matrimoni s'havia convertit en un membre de la poderosa família Guisa establerta a la cort francesa, i gràcies al seu origen italià tingué vincles estrets amb la reina Caterina de Mèdici. Al febrer de 1563 Francesc de Guisa fou assassinat, i si bé l'assassí fou capturat i immediatament a mort, Anna d'Este va prendre totes les mesures possibles per demanar la mort de Gaspard de Coligny, cap dels hugonots francesos, als quals se'ls responsabilitzà de l'assassinat.
Durant els tres anys següents, la vídua exercí pressió sobre el rei i els seus tribunals de justícia amb les seves peticions, però el gener de 1566 el consell del rei va declarar l'almirall Coligny innocent de l'acte i va imposar silenci etern en la matèria. En conseqüència, la majoria dels historiadors contemporanis fan responsable a Anna d'Este de l'intent d'assassinat de Coligny realitzat el 22 d'agost de 1572, origen de la posterior Massacre del dia de Sant Bartomeu.

### Matrimoni amb Jaume de Savoia-Nemours

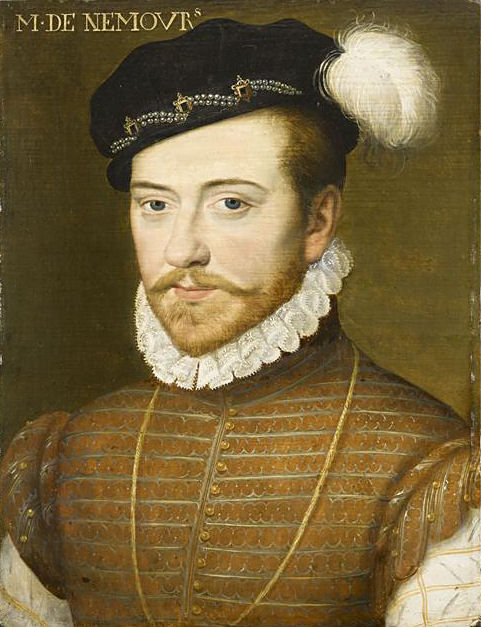
Imatge de Jaume de Savoia-Nemours.

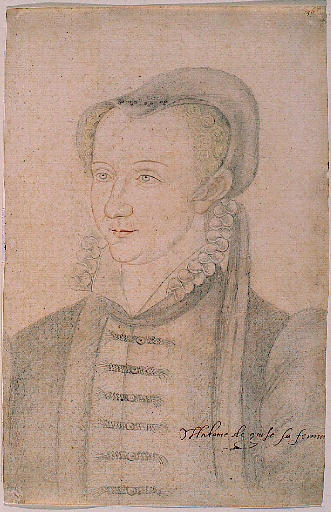
Imatge d'Anna d'Este.

El 5 de maig de 1566 es casà a Saint-Maur-des-Fossés, en segones núpcies, amb Jaume de Savoia-Nemours, fill de Felip de Savoia-Nemours i Carlota d'Orleans-Longueville. D'aquesta unió nasqueren:
- Carles Manuel de Savoia-Nemours (1567-1595), duc de Nemours
- Margarida de Savoia-Nemours (1568-1572)
- Enric I de Savoia-Nemours (1572-1632), duc de Nemours

Establerta a Annecy, no abandonà la seva privilegiada situació a la cort francesa. Actuà de mitjancera entre el seu marit i el duc Manuel Filibert de Savoia. A la mort de Jaume de Savoia-Nemours, ocorreguda el 1585, s'establí a París. Amb la formació de la Lliga Catòlica, en la qual els seus fills van tenir una gran importància, la seva influència al regne augmentà considerablement. El desembre de 1588 Enric III de França ordenà la mort dels seus fills més grans i Anna fou empresonada.
Després del seu alliberament, del qual no se'n coneixen els motius, es creu que fou la principal responsable de l'assassinat del rei l'agost de l'any següent. Durant el setge de París realitzat per Enric IV de França, Anna d'Este es proclamà "reina mare" de la Lliga, però després de la conversió del Borbó al catolicisme el va reconèixer com a rei de França i va tractar de convèncer els seus fills rebels d'adoptar la mateixa mesura.
Anna d'Este va passar el seu últims anys al costat de la reina consort Maria de Mèdici, preocupant-se de l'endeutament creixent i de la situació financera dels seus fills i nets.

## Fuentes
- Severin Bertrand: Oraison funebre sur le trespas de tres-haulte, tres-illustre et tres-vertueuse Princesse Anne d'Est', Duchesse de Chartres, de Guyse, Nemours, Genevois, &c. Paris 1607.
- Le sieur de La Palud: Discour funebre sur la mort de tres-Illustre Princesse Anne D'est Duchesse de Genevois, Nemours, Chartres, &c. Chambery (1609).
- Francesco Agostino della Chiesa: Theatro delle donne letterate, con vn breve discorso della preminenza, e perfettione del sesso donnesco, Mondovi 1620.
- Hilarion de Coste: Anne d'Est ou de Ferare, Duchesse de Guise & de Nemours. In: Id.: Les éloges et vies des reynes, princesses, dames et damoiselles illustres. Paris 1630, p. 32–37.